# A Perfect Contradiction
A Perfect Contradiction é o terceiro álbum de estúdio da cantora e compositora inglesa Paloma Faith. Foi lançado pelo selo da Sony Music Entertainment no dia 10 de março de 2014. Musicalmente, o álbum é um álbum pop, com elementos de R&B, jazz, soul. O álbum recebeu diferentes críticas positivas.
No dia 10 de novembro de 2014 (uma semana depois do inicialmente previsto), foi lançada uma nova versão do álbum, com o título "A Perfect Contradiction: Outsiders' Edition". Essa reedição cont̟ém quatro canções novas.

## Singles
- O primeiro single do álbum "Can't Rely on You", foi escrito com, e produzido por Pharrell Williams e estreou na décima posição no UK Top 40 Charts na primeira semana. Foi lançado no dia 23 de fevereiro de 2014, mas a música teve sua Premiere no Youtube, junto com o seu videoclipe (no qual é dirigido por Paul Gore e introduz Faith falando em Italiano em uma introdução retro), um mês antes, e têm tocado nas rádios do Reino Unido desde então. Este foi o segundo Top 10 Single de Faith, seguindo "Picking Up the Pieces" de 2012.
- Em março de 2014, Paloma anunciou nas suas redes sociais que "Only Love Can Hurt Like This" seria lançado como segundo single do álbum.[6][7]
- O terceiro single "Trouble with My Baby", foi oficialmente confirmado por Faith no dia 27 de junho de 2014, com o videoclipe (dirigido por Paul Gore) que estreou à meia-noite no dia 30 de junho de 2014. Mas tarde a canção teve uma confirmação de lançamento que ocorreu no dia 11 de agosto de 2014. O single não entrou no top 100 do UK Singles Chart, devido à falta de divulgação.
- "Ready for the Good Life" foi lançado como o single chefe e quarto ao todo da versão de relançamento de A Perfect Contradiction no dia 9 de novembro de 2014. Ele alcançou a 68º posição no UK Singles Chart no final da semana de 16 de novembro de 2014.[8]
- "Leave While I'm Not Looking", escrita por Diane Warren como um follow-up do single mais sucedido de Faith "Only Love Can Hurt Like This", foi anunciado no final de novembro de 2014 a ser quinto single do álbum. O single recebeu uma promoção mínima e airplay; ele também não recebeu um vídeo musical. Por isso, não entrou no top 100 no UK Singles Chart.
- "Beauty Remains" foi anunciado em fevereiro de 2015 a ser o sexto single do álbum. Faith confirmou que a canção é baseada em amor. A canção ganhou um videoclipe no dia 23 de fevereiro de 2015, no vídeo Faith interpreta uma viúva que perdeu seu amado em um acidente de moto. A canção será lançada nas rádios em março de 2015.

## Turnê
Para promover A Perfect Contradiction, Paloma embarcou em sua terceira turnê em 25 de maio de 2014, intitulada Paloma Faith Autumn Tour 2014. Originalmente visitando países Europeus, Faith anunciou novas datas para Austrália e os Estados Unidos e uma turnê em arenas pelo Reino Unido.

## Faixas
| A Perfect Contradiction – Versão standard |                                             |                                                   |         |  |
| N.º                                       | Título                                      | Compositor(es)                                    | Duração |  |
| 1.                                        | "Can't Rely on You"                         | Faith, Pharrell Williams                          | 3:15    |  |
| 2.                                        | "Mouth to Mouth"                            | Faith, Raphael Saadiq, Taura Stinson              | 4:23    |  |
| 3.                                        | "Take Me"                                   | Faith, John Stephens, Benjamin McIldowie          | 3:10    |  |
| 4.                                        | "Only Love Can Hurt Like This"              | Diane Warren                                      | 3:52    |  |
| 5.                                        | "Other Woman"                               | Faith, Eric Appapoulay, Ben Drew, Kieron Mcintosh | 3:08    |  |
| 6.                                        | "Taste My Own Tears"                        | Faith, Stuart Matthewman                          | 3:02    |  |
| 7.                                        | "Trouble with My Baby"                      | Faith, Andrea Martin, Steve Robson                | 3:00    |  |
| 8.                                        | "The Bigger You Love (The Harder You Fall)" | Gerald A Marcellino, Melvin E Larson              | 3:01    |  |
| 9.                                        | "Impossible Heart"                          | Faith, Chris Braide                               | 4:31    |  |
| 10.                                       | "Love Only Leaves You Lonely"               | Faith, Saadiq, Stinson, Wiggins                   | 4:31    |  |
| 11.                                       | "It's the Not Knowing"                      | Faith, Matthewman                                 | 3:29    |  |
| Duração total:                            | Duração total:                              | Duração total:                                    | 39:22   |  |

| A Perfect Contradiction – Edição de luxo (bônus tracks) |                                                    |                       |         |  |
| N.º                                                     | Título                                             | Compositor(es)        | Duração |  |
| 12.                                                     | "Can't Rely on You" (Live from the Kitchen)        | Faith, Williams       | 3:42    |  |
| 13.                                                     | "Trouble with My Baby" (Live from the Living Room) | Faith, Martin, Robson | 2:57    |  |
| 14.                                                     | "Only Love Can Hurt Like This" (Off the Cuff)      | Warren                | 3:43    |  |
| 15.                                                     | "It's the Not Knowing" (Exposed Version)           | Faith, Matthewman     | 3:35    |  |
| Duração total:                                          | Duração total:                                     | Duração total:        | 53:21   |  |

| A Perfect Contradiction – Outsiders' Edition |                               |                                                                                            |         |  |
| N.º                                          | Título                        | Compositor(es)                                                                             | Duração |  |
| 12.                                          | "Beauty Remains"              | Faith, Bernard Butler, Fyfe Dangerfield                                                    | 3:36    |  |
| 13.                                          | "Ready for the Good Life"     | Faith, Klas Åhlund                                                                         | 3:25    |  |
| 14.                                          | "Leave While I'm Not Looking" | Diane Warren                                                                               | 3:53    |  |
| 15.                                          | "Changing"                    | Cameron Edwards, Joe Lenzie, Peter Kelleher, Ben Kohn, Tom Barnes, Wayne Hector, Ella Eyre | 3:16    |  |

| A Perfect Contradiction – Outsiders' Edition - Edição de luxo |                                                                   |                                                                       |         |  |
| N.º                                                           | Título                                                            | Compositor(es)                                                        | Duração |  |
| 1.                                                            | "Mouth to Mouth" (Live from BBC Proms 2014)                       | Faith, Raphael Saadiq, Taura Stinson                                  | 4:44    |  |
| 2.                                                            | "Take Me" (Live from BBC Proms 2014)                              | Faith, John Stephens, Benjamin McIldowie                              | 4:47    |  |
| 3.                                                            | "Trouble with My Baby" (Live from BBC Proms 2014)                 | Faith, Andrea Martin, Steve Robson                                    | 3:24    |  |
| 4.                                                            | "I'd Rather Go Blind" (with Ty Taylor - Live from BBC Proms 2014) | Ellington Jordan, Billy Foster                                        | 5:27    |  |
| 5.                                                            | "Other Woman" (Live from BBC Proms 2014)                          | Faith, Eric Appapoulay, Ben Drew, Kieron Mcintosh                     | 3:50    |  |
| 6.                                                            | "It's the Not Knowing" (Live from BBC Proms 2014)                 | Faith, Matthewman                                                     | 3:58    |  |
| 7.                                                            | "Only Love Can Hurt Like This" (Live from BBC Proms 2014)         | Diane Warren                                                          | 4:12    |  |
| 8.                                                            | "Upside Down" (Live from BBC Proms 2014)                          | Faith, Andrew Nicholas Love, Jos Hartvig Jorgensen, Belle Sara Humble | 4:47    |  |
| 9.                                                            | "Can't Rely on You" (Live from BBC Proms 2014)                    | Faith, Pharrell Williams                                              | 4:41    |  |

## Paradas e certificados
| Chart (2014)                               | Peak position |
| ------------------------------------------ | ------------- |
| Austrália (ARIA)                           | 4             |
| Bélgica (Ultratop Flandres)                | 64            |
| Países Baixos (Dutch Charts)               | 41            |
| Irlanda (IRMA)                             | 8             |
| Nova Zelândia (RMNZ)                       | 9             |
| Escócia (Official Scottish Albums)         | 2             |
| Suíça (Schweizer Hitparade)                | 91            |
| Reino Unido (Official Albums Chart)        | 2             |
| Estados Unidos (Billboard 200)             | 176           |
| Estados Unidos (Billboard Top Heatseekers) | 6             |

| Parada (2014)                       | Posição |
| ----------------------------------- | ------- |
| Austrália (Australian Albums Chart) | 29      |
| Reino Unido (UK Albums Chart)       | 6       |
| Parada (2015)                       | Posição |
| Reino Unido (UK Albums Chart)       | 23      |

| País              | Certificação |
| ----------------- | ------------ |
| Reino Unido (BPI) | 2× Platina   |